# Žobrák (szczyt)
Žobrák (921 m n.p.m.) − szczyt górski na wschodnim skraju centralnej części Gór Czerchowskich we wschodniej Słowacji. Kulminacja kończąca grzbiet ciągnący się na północ od szczytu Čergov przez Bukový vrch. Szczyt zalesiony, na pobliskiej przełęczy Žobrák (910 m n.p.m.) punkt widokowy. 
Przez szczyt biegnie znakowany szlak turystyczny 
- wieś Miháľov - wieś Hervartov - Žobrák - przełęcz Žobrák - Bukový vrch - Čergov - przełęcz Čergov - wieś Hradisko - wieś Terňa

Źródło: 
- Juraj Kordováner, Eva Cihovičová, Zdeněk Šír (red.) Čergov. Turistická mapa. 1:50.000, 2. vydanie, VKÚ a.s., Harmanec, 2002